# إريك دوبونت
إريك دوبونت هو كاتب كندي، ولد في 16 يونيو 1970 في أمكوي في كندا.